# Château de Saumur
 (mai 2018).
Améliorez-le ou discutez des points à vérifier. 
Le château de Saumur est un château situé dans le val de Loire dans la commune française de Saumur, dans le département de Maine-et-Loire, au confluent de la Loire et du Thouet.
Le château est classé monument historique en 1862, et est inscrit sur la liste du patrimoine mondial de l'UNESCO en tant que partie du Val de Loire entre Sully-sur-Loire et Chalonnes-sur-Loire.

## Historique

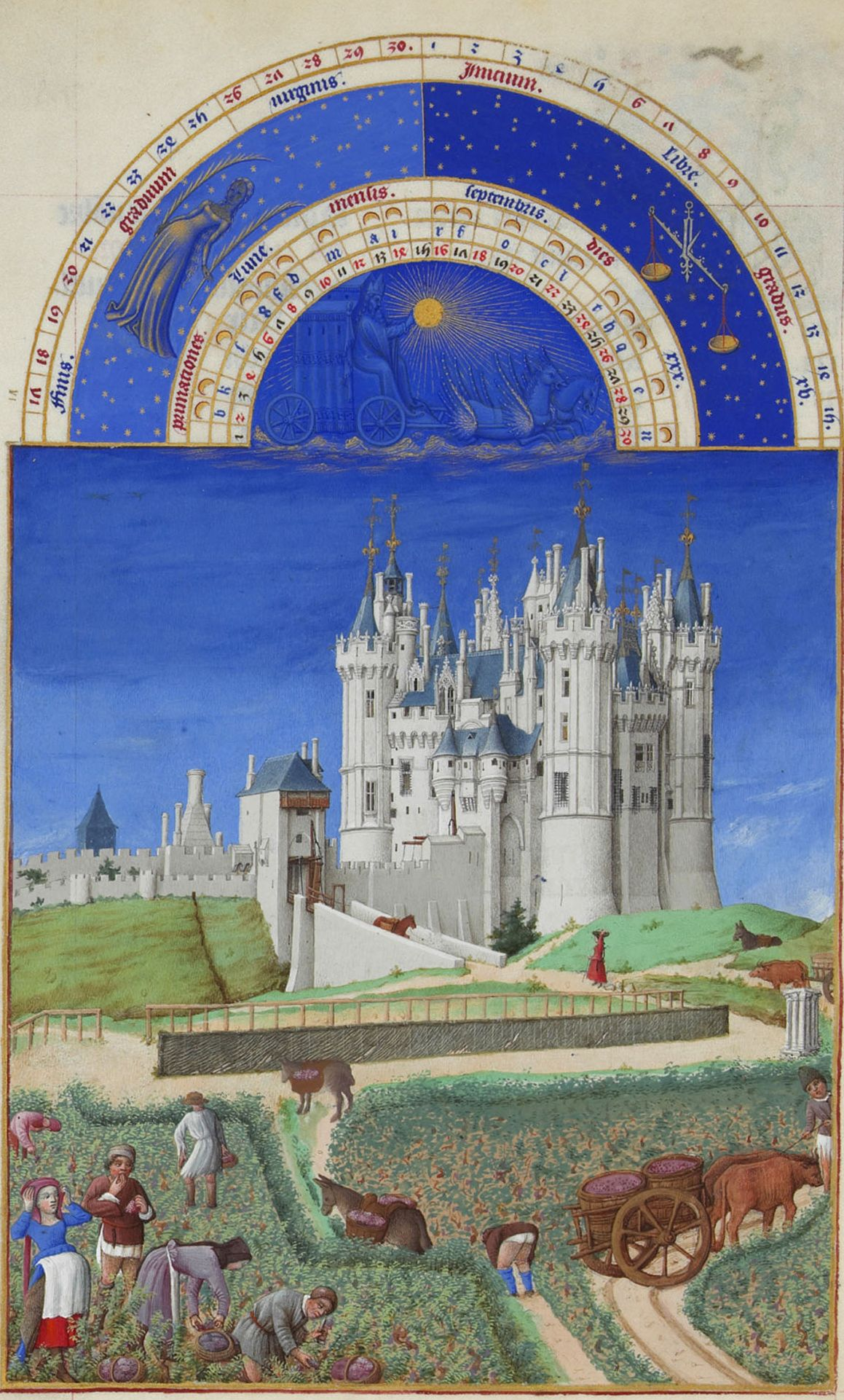
Le château de Saumur, vers 1440, façade sud. Miniature de septembre dans Les Très Riches Heures du duc de Berry, musée Condé, Ms.65, f.9v.

### Moyen Âge et Renaissance
Le château de Saumur a connu ses premières fortifications sous Thibaud Ier le Tricheur, comte de Blois, au Xe siècle. Les premières pierres sont posées autour de l'abbaye bénédictine de Saint-Florent.
En 1026, il devient propriété du comte d'Anjou, le célèbre Foulques III d'Anjou (Foulques Nerra) qui le lègue à ses héritiers Plantagenêt.
En 1203, le roi de France Philippe Auguste, s'empare du château. Il brûle les fortifications antérieures et décide de fortifier la position en vue de prochaines offensives. Il fait construire un donjon de forme barlong et des contreforts.
Le château devient une forteresse royale avec le roi Saint Louis qui, en 1227, fait rehausser le fort.
À partir de 1368, Louis Ier d'Anjou, petit-fils de Philippe VI, fait remplacer les vieilles tours rondes par des tours octogonales et s'engage ainsi pour neuf années de travaux.
René d'Anjou améliore sensiblement le confort de l'ensemble du château qu'il surnomme le « château d'amour », lequel figure dans les Très Riches Heures du duc de Berry (folio du mois de septembre y représentant les vendanges). René y réside jusqu'en 1480.
En 1589, le gouverneur Philippe Duplessis-Mornay réside dans le château, afin de le moderniser et le réhabiliter.
Au XVIe siècle un architecte-militaire italien connu sous le nom de Bartholomeo (vraisemblablement le père d'Ercole Negro), renforce les défenses du château en y construisant une enceinte selon un tracé à l'italienne.

### Époque contemporaine
Le château devient en 1810 une prison sur ordre de Napoléon. Les travaux prennent six ans, les cellules sont pourtant utilisées uniquement trois mois jusqu'au premier exil de Napoléon.
Il devient en 1814, sous Louis XVIII, un dépôt d'armes et de munitions, mais les habitants de Saumur se plaignent souvent des explosions qui ont lieu dans le château.
En 1862, il est classé monument historique, puis classé en 1964.

Structure du rempart reconstruit.

Le 22 avril 2001, la partie ouest du rempart nord s'effondre et endommage une partie des habitations situées en contrebas. Il s'ensuit un chantier de stabilisation du sous-sol et de reconstruction du rempart qui s'achève en 2007.

## Description
À la fin du Xe siècle, un mur d'une longueur d'un kilomètre, nommé « mur de Boile », vient entourer le promontoire, délimitant ainsi un espace avoisinant 6 hectares.
Pendant la seconde moitié du XIe siècle, des remblais sont accumulés contre la tour, ce qui fait du rez-de-chaussée, la cave. Il est possible de la découvrir sous la cour du château. La construction de cette motte castrale permet la création d'une plate-forme de 7 à 8 mètres.
Au XIIe siècle, sous les Plantagenêts, une tour romane est édifiée, de schéma classique, à plan quadrangulaire de 19 × 20 mètres. Ses murs sont épais (2,90 m) et renforcés par des contreforts.
Au XIIIe siècle, une nouvelle enceinte est édifiée. En son centre, le donjon roman, et autour de sa motte castrale, de hautes courtines sont adossées. Ces modifications donnent le plan d'un carré cantonné avec des angles de tours circulaires percés d'archères,.
Au XIVe siècle, malgré le fait que les quatre tours aient été écrêtées, on distingue quatre niveaux différents pour un diamètre situé entre 9 et 10 mètres. Il y a un niveau semi-enterré, avec au-dessus de lui, deux étages équipés d'archères. Le niveau le plus haut, est fait d'une ossature en charpente recouverte d'une toiture d'ardoise.
À la fin du XVIe siècle, des remparts sont ajoutés autour du château.
Le château dispose d'un escalier à double révolution, semblable à celui imaginé par Léonard de Vinci. Il permettait aux nobles et aux serviteurs d'utiliser le même escalier sans jamais se croiser. L’accès au belvédère permet de découvrir l’aile sud et d’emprunter cet escalier à double révolution. L'escalier d'honneur, avec ses 4 baies, est le seul témoin subsistant d'un élément qui existait aussi au Louvre.[réf. nécessaire]
La miniature des Très Riches Heures du duc de Berry, montre sur la gauche derrière le mur d'enceinte la cheminée des cuisines qui sont séparées du palais afin de prévenir le risque d'incendie,.

### Reconstruction du château
Pendant la seconde moitié du XIVe siècle, Louis Ier d'Anjou commence ses travaux par la destruction des anciens logis et de la courtine érigée au XIIIe siècle. Ils ont pour but l'édification d'une aile d'apparat, avec vue sur la Loire et accoudée contre la tour romane qui se trouve au centre de la cour.
La salle principale occupe l'étage de la grande tour romane. La nouvelle aile comprend dans la tour ouest, une garde-robe, une chambre de parement et une de retrait. Trois maîtres sculpteurs sont appelés pour réaliser les fenêtres, portes et cheminées : ils viennent de Tours et de Chinon, ce sont Simon Corbet, Thomas Cailleau et son fils Jehan.
On retrouve dans la basse-cour à l'ouest du château, un bâtiment appelé « grande salle du baille » qui abrite un auditoire de justice.
Un dispositif en chicane avec deux fossés et deux ponts-levis est renforcé pour accéder à la haute tour. En 1368, la poterne d'entrée de la basse cour est rehaussé par trois rangées de pierres.

## Le Musée
La ville de Saumur rachète le château à l'État en 1906 et le rénove progressivement, y installant un musée des arts décoratifs (donation du comte Charles Lair pour une majeure partie des œuvres exposées, céramique et mobilier) ainsi que celui du Harnachement de chevaux.
En 1912, le monument est restauré en partie et ouvert au public. Il abrite dès lors le musée municipal au premier étage de l'aile nord et le musée du cheval au deuxième étage. L'établissement est aujourd'hui labellisé Musée de France.
Différentes collections sont présentes, telles que : les céramiques, les tapisseries (du XVe au XVIIIe siècle), mobiliers.